# Rube Ferns
Rube Ferns (* 30. Oktober 1873 in Pittsburgh, Pennsylvania, USA als James Ferns; † 11. Juni 1952) war ein US-amerikanischer Boxer.
Ferns wurde im Jahre 1900 von Januar bis Oktober sowie im folgenden Jahr von Mai bis Dezember universeller Weltmeister im Weltergewicht. Seine Kampfbilanz zeigt bei 73 Kämpfen 46 Siege, davon 33 durch K. O. Sein Nachfolger als Weltmeister war Joe Walcott.